# Amt Rheinsberg
Das Amt Rheinsberg war ein 1992 gebildetes Amt, in dem 16 Gemeinden des damaligen Kreises Neuruppin (heute Landkreis Ostprignitz-Ruppin, Brandenburg) zu einem Verwaltungsverbund zusammengefasst waren. Amtssitz war in der Stadt Rheinsberg. Das Amt Rheinsberg wurde 2003 im Zuge der Gemeindereform in Brandenburg wieder aufgelöst, die amtsangehörigen Gemeinden in die Stadt Rheinsberg eingemeindet.

## Geographische Lage
Das Amt Rheinsberg grenzte im Norden an das Land Mecklenburg-Vorpommern, im Osten an das Amt Gransee und Gemeinden und das Amt Temnitz, im Süden an das Amt Lindow (Mark) und die Stadt Neuruppin (ab 6. Dezember 1993) und im Westen an das Amt Wittstock-Land.

## Geschichte
Der Minister des Innern des Landes Brandenburg erteilte am 22. Juli 1992 seine Zustimmung zur Bildung des Amtes Rheinsberg. Es wurde nach dem sogenannten Amtsmodell 2 gebildet, d. h., es bediente sich zur Durchführung der Amtsaufgaben der Verwaltung einer über 5000 Einwohner zählenden, dem Amt angehörenden Stadt. Als Zeitpunkt des Zustandekommens des Amtes wurde der 1. August 1992 festgelegt. Das Amt hatte seinen Sitz in der Stadt Rheinsberg und bestand aus 16 Gemeinden im damaligen Kreis Neuruppin:
1. Basdorf
2. Braunsberg
3. Dierberg
4. Dorf Zechlin
5. Großzerlang
6. Heinrichsdorf
7. Kagar
8. Kleinzerlang
9. Linow
10. Luhme
11. Schwanow
12. Wallitz
13. Zechlinerhütte
14. Zechow
15. Zühlen
16. Rheinsberg

In einer Bekanntmachung vom 16. Juli 2002 genehmigte das Ministerium des Innern die Bildung der neuen Stadt Rheinsberg aus den Gemeinden Braunsberg, Luhme, Schwanow, Wallitz, Zühlen und der Stadt Rheinsberg. Der Zusammenschluss wurde jedoch erst zum Zeitpunkt der nächsten Kommunalwahlen (= 26. Oktober 2003) rechtswirksam. Zum 26. Oktober 2003 wurden die Gemeinden Basdorf, Dierberg, Dorf-Zechlin, Großzerlang, Heinrichsdorf, Kagar, Kleinzerlang, Linow, Zechlinerhütte und Zechow per Gesetz in die Stadt Rheinsberg eingegliedert. Flecken Zechlin vom Amt Wittstock-Land wurde ebenfalls in die Stadt Rheinsberg eingegliedert. Das Amt Rheinsberg (wie auch das Amt Wittstock-Land) wurden zum selben Zeitpunkt aufgelöst, die Stadt Rheinsberg amtsfrei.
Die Gemeinde Basdorf erhob vor dem Verfassungsgericht des Landes Brandenburg Kommunalverfassungsbeschwerde gegen ihre gesetzlich verordnete Eingliederung in die Stadt Rheinsberg, die vom Verfassungsgericht teils verworfen, im Übrigen zurückgewiesen wurde.

## Amtsdirektor
Erster und letzter Amtsdirektor des Amtes Rheinsberg war Manfred Richter, der zugleich Bürgermeister der Stadt Rheinsberg war.

## Belege
1. ↑  
Bildung der Ämter Kyritz und Rheinsberg. Bekanntmachung des Ministers des Innern vom 22. Juli 1992. Amtsblatt für Brandenburg - Gemeinsames Ministerialblatt für das Land Brandenburg, 3. Jahrgang, Nummer 58, 12. August 1992, S. 1017/8.
2. ↑  
Bildung der neuen Stadt Rheinsberg. Bekanntmachung des Ministeriums des Innern vom 16. Juli 2002. Amtsblatt für Brandenburg - Gemeinsames Ministerialblatt für das Land Brandenburg, 13. Jahrgang, Nummer 31, 31. Juli 2002, S. 663 PDF.
3. 1 2  
Fünftes Gesetz zur landesweiten Gemeindegebietsreform betreffend die Landkreise Barnim, Märkisch-Oderland, Oberhavel, Ostprignitz-Ruppin, Prignitz, Uckermark (5.GemGebRefGBbg) vom 24. März 2003 (Gesetz- und Verordnungsblatt für das Land Brandenburg, I (Gesetze), 2003, Nr. 05, S. 82), geändert durch Gesetz vom 1. Juli 2003 (Gesetz- und Verordnungsblatt für das Land Brandenburg, I (Gesetze), 2003, Nr. 10, S. 187)
4. ↑  
Kommunalverfassungsbeschwerde der Gemeinde Basdorf gegen ihre Eingliederung in die Stadt Rheinsberg, VfGBbg: 182/03, Beschluss vom: 22.04.2004, S-Nr.: 1075
5. ↑  
Interview mit dem Amtsdirektor - Alte Website des Amtes Rheinsberg (Memento vom 26. Juni 2010 im Internet Archive)